# Mesochorus vafer
Mesochorus vafer är en stekelart som beskrevs av Dasch 1974. Mesochorus vafer ingår i släktet Mesochorus och familjen brokparasitsteklar. Inga underarter finns listade i Catalogue of Life.